# Robert Moffat (explorateur)
Ne doit pas être confondu avec Robert Moffat.
Pour les articles homonymes, voir Moffat.
Robert Moffat, né le 23 juillet 1852 à Kuruman, au Natal et mort le 5 mai 1873 à Simbo, près de Bagamoyo, est un explorateur britannique.

## Biographie
Petit-fils du missionnaire Robert Moffat et neveu de David Livingstone, il se sépare de ses propriétés du Natal pour devenir explorateur. En 1872, il s'engage dans l'expédition de Verney Lovett Cameron pour partir à la recherche de son oncle dans le cœur de l'Afrique, mais meurt en route à Simbo, près de Bagamoyo, de la malaria, le 5 mai 1873.
Jules Verne le mentionne pour cette expédition dans son roman Un capitaine de quinze ans (partie 2, chapitre I).